# Championnat d'Italie de football 1902

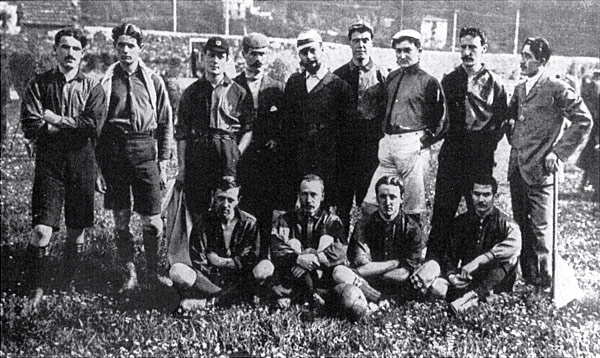
Champions d'Italie de football, 1902.

Le Championnat d'Italie de football 1902 est la cinquième édition du championnat d'Italie. Le Genoa Cricket and Football Club remporte son 4e titre de champion depuis l'inauguration du championnat en 1898. 
Le champion en titre est directement qualifié pour la finale. Des groupes régionaux sont mis en place et les vainqueurs de ces groupes s'affrontent ensuite dans une « demi-finale ». Le vainqueur défit ensuite le champion en titre. 

## Éliminatoires

### Groupe piémontais
|  |    | Championnat du Piémont 1902 | Pt | J | V | N | D | B.p | B.c |
|  | -- | --------------------------- | -- | - | - | - | - | --- | --- |
|  | 1. | FC Torinese                 | 5  | 3 | 2 | 1 | 0 | 5   | 1   |
|  | 2. | Foot-Ball Club Juventus     | 5  | 3 | 2 | 1 | 0 | 9   | 1   |
|  | 3. | Audace Torino               | 2  | 3 | 1 | 0 | 2 | 5   | 10  |
|  | 4. | Ginnastica Torino           | 0  | 3 | 0 | 0 | 3 | 2   | 9   |

- Résultats

| Première journée        |          |
| 2 mars 1902             | Résultat |
| Torinese - FBC Juventus | 1 - 1    |
| Audace - Ginnastica     | 5 - 2    |

| Seconde journée       |              |
| 9 mars 1902           | Résultat     |
| FBC Juventus - Audace | 6 - 0        |
| Torinese - Ginnastica | 2-0 forfait. |

| Troisième journée         |              |
| 16 mars 1902              | Résultat     |
| Torinese - Audace         | 2 - 0        |
| FBC Juventus - Ginnastica | 2-0 forfait. |

- Barrage

Ayant terminé à égalité de points, un barrage a lieu entre le FC Torinese et le FBC Juventus. 
| dimanche 23 mars 1902 | FC Torinese      | 4 - 1 | FCB Juventus   | Turin |
| dimanche 23 mars 1902 | Buteurs inconnus |       | Buteur inconnu | Turin |

### Groupe ligure-lombard
- Eliminatoire ligure

| dimanche 9 mars 1902 | Genoa            | 3 - 2 | Andrea Doria     | Gênes |
| dimanche 9 mars 1902 | Buteurs inconnus |       | Buteurs inconnus | Gênes |

- Eliminatoire interrégionale

| dimanche 16 mars 1902 | Genoa            | 2 - 0 | Mediolanum | Ponte Carrega, Gênes |
| dimanche 16 mars 1902 | Buteurs inconnus |       |            | Ponte Carrega, Gênes |

## Demi-finale
| dimanche 6 avril 1902 | FC Torinese      | 3 - 4 a.p | Genoa            | Velodromo Umberto I, Turin |
| dimanche 6 avril 1902 | Buteurs inconnus |           | Buteurs inconnus | Velodromo Umberto I, Turin |

## Finale
| dimanche 13 avril 1902 | Genoa                              | 2 - 0 | Milan | Ponte Carrega, Gênes Arbitre : Savage |
| dimanche 13 avril 1902 | Attilio Salvadè Ernesto Pasteur II |       |       | Ponte Carrega, Gênes Arbitre : Savage |

## Effectif du Genoa Cricket and Football Club
- James Spensley
- Paolo Rossi
- Fausto Ghigliotti
- Ernesto Pasteur II
- Edoardo Pasteur I
- Passadoro
- Walter Agar
- Senft
- Attilio Salvadè
- Edward Dapples
- Alfredo Cartier